# Om Records
Om Records es un sello discográfico estadounidense, fundado en 1995, que lanza música electrónica, música dance y hip hop . El sello fue fundado en San Francisco en 1995 por Chris Smith. Om Records lanza compilaciones y álbumes de artistas, incluidas las series Om Lounge y Mushroom Jazz. La lista de artistas de Om incluye Groove Armada, Underworld, Dirty Vegas, Bassnectar, Indiana Taurus, J Boogie, People Under The Stairs, Samantha James, Amp Live, Greenskeepers, Hot Toddy y Wagon Cookin. Entre los artistas anteriores se encuentran Kaskade, Wolfgang Gartner, Ladybug Mecca y Juan Atkins.
También organiza eventos en clubes nocturnos en Seattle, Los Ángeles, Ibiza, Miami, Chicago, Barcelona y Londres. El sello tiene su sede en el Distrito de la Misión de San Francisco. 

## Lanzamientos

### Child's Play
Child's Play se inició a finales de 2009 con el primer lanzamiento de AmpLive con Trackademicks llamado "Gary is A Robot". El sello continuaría presentando lanzamientos de álbumes completos y sencillos de artistas como Amp Live, Greenskeepers, Bassnectar y James Curd. Treasure Fingers, Flosstradamus, Juan MacLean, Tommie Sunshine, Bassnectar, RJD2, Mexicans With Guns, Grand Theft, Blu Jemz, Robot Koch, DJ Vadim y más han contribuido al sello con remixes.

### Om Hip Hop
El sello Om Hip Hop se inició en 2006 y ha visto muchos lanzamientos independientes exitosos, incluidos álbumes de artistas de Strange Fruit Project, Zion I & The Grouch, People Under The Stairs, J-Boogie's Dubtronic Science, Black Spade, Zeph & Azeem, Colossus, y El Uno. El sello también ha lanzado varios sencillos en vinilo de 12" de Digable Planets, Ladybug Mecca con Kenny Dope y Raheem DeVaughn, Zion I & The Grouch, Dubtronic Science Feat de J-Boogie. Letra Born, Strange Fruit Project feat. Erykah Badu, Zeph & Azeem con las leyendas del hip hop Marley Marl y Carl G. y E Da Boss con Gift of Gab y Lateef The Truth Speaker.

### Smoke N' Mirrors
Fundado a principios de 2010 como un sello house nu-disco, Smoke N' Mirrors ha presentado sencillos de Hot Toddy, Wagon Cookin, Mike Monday, Shiny Objects y Lance DeSardi. En septiembre de 2010, Smoke N' Mirrors lanzó el primer álbum de artista de larga duración del miembro de Crazy P, Hot Toddy.

### Deep Concentration
El sello de hip hop original creado por Om en 1997 incluía una serie de compilaciones y sencillos de 12". Los artistas que aparecen en las compilaciones incluyen a Cut Chemist, DJ Swingsett, Prince Paul, Peanut Butter Wolf, X-Men, Mix Master Mike, DJ Spooky, Beat Junkies, Planet Asia, Mass Influence, Crown City Rockers, Jeremy Sole, DJ John Carmichael y más.

### Colorforms
Colorforms es un sello de sencillos de vinilo de 12" iniciado por Om para breaks, turntablism y dubstep . El sello incluía discos de 12" lanzados por Bassnectar, Ming, FS, Soulstice y más. El arte de las chaquetas fue diseñado por el artista callejero urbano David P. Flores.

## Lista de artistas
La siguiente es una lista parcial de artistas de Om Records.
- Underworld
- Groove Armada
- Bassnectar
- Dirty Vegas
- Mark Farina
- Indiana Taurus
- Samantha James
- DJ Colette
- Ladybug Mecca
- People Under The Stairs
- Amp Live
- Greenskeepers
- Matt Edwards
- Hot Toddy
- J-Boogie's Dubtronic Science
- Soulstice
- DJ Heather
- Wolfgang Gartner
- Jake Childs
- Lovebirds
- Ming (DJ)
- Atjazz
- Charles Webster
- Eighty Mile Beach
- Strange Fruit Project
- Raashan Ahmad
- Thes One
- Andy Caldwell
- Rithma
- Wagon Cookin
- King Kooba
- Marques Wyatt
- Ming (DJ) & FS
- Pezzner
- Miguel Migs
- Black Spade
- Blaze
- Derrick Carter
- DJ Fluid
- Afro Mystik
- DJ Sneak
- DJ Garth
- Fish Go Deep
- Mike Monday
- Florian Kruse
- Style of Eye
- Hipp-e
- Jamie Anderson
- JT Donaldson
- Lance DeSardi
- LandShark
- Home & Garden (Tim K and Timothy Shumaker)
- Onionz
- Gabriel Rene